# 印堂穴
印堂穴是经外奇穴之一，位于人体的面部，两眉头连线中点。
中医认为的主要功用是清头明目，通鼻开窍。　
主治疾病:
- 头痛，头晕, 三叉神经痛
- 鼻部疾病, 鼻塞, 流鼻水,鼻炎，
- 眼部疾病: 目眩,目赤肿痛。
- 高血压等。